# Gary Oliver
Gary Oliver (* 14. Juli 1995 in Glasgow) ist ein schottischer Fußballspieler, der beim FC Falkirk spielt.

## Vereinskarriere
Gary Oliver spielte in seiner Jugend bei Heart of Midlothian in der sogenannten Youth Academy. Im August 2013 gab er sein Profidebüt unter Teammanager Gary Locke in der 2. Runde des Ligapokals gegen die Raith Rovers, als er für Scott Robinson eingewechselt wurde. In der Premiership stand er in insgesamt acht Partien auf dem Rasen, konnte den Abstieg am Saisonende mit Heart of Midlothian (dem vor Saisonbeginn 15 Punkte abgezogen wurden, infolge der Veruntreuung von Finanzmitteln des litauischen Mäzens Roman Romanow) in die Championship aber nicht vermeiden. Im September 2014 wurde er bis zum Saisonende an den FC Stenhousemuir verliehen.

## Nationalmannschaft
Am 10. Oktober 2013 debütierte Oliver im Qualifikationsturnier der U-19-Junioren für die anstehende Europameisterschaft dieser Altersklasse beim 1:1-Unentschieden gegen Lettland. In den folgenden Tagen kam er zu zwei weiteren Einsätzen gegen den Gastgeber Weißrussland und Deutschland. In seinem vierten Spiel, das er Anfang März 2014 für Schottlands U-19 bestritt, konnte er gegen die Schweiz das erste Tor erzielen.